# Delf Slotta

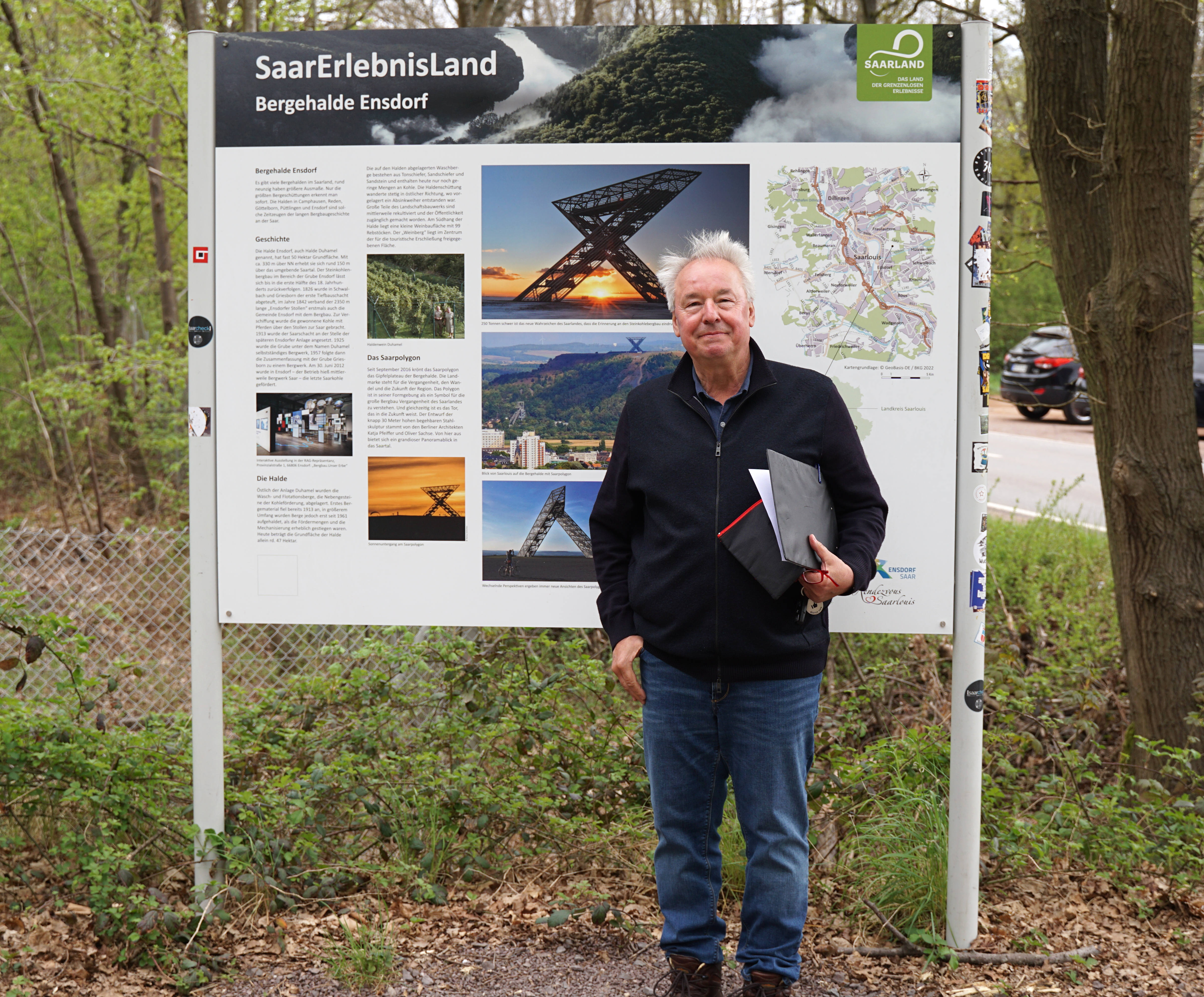
Delf Slotta

Delf Slotta (* 17. März 1958 in Göttingen) ist ein deutscher Geograph, Ministerialbeamter, Denkmalschützer und Autor.

## Berufliches Wirken
Slotta ist diplomierter Geograph und arbeitet seit vielen Jahren an verschiedenen Stellen der Landesregierung des Saarlands. Nach Stationen in der Staatskanzlei und in den Ministerien für  Umwelt sowie für Bildung, Kultur und Wissenschaft ist er als Regierungsdirektor im Ministerium für Wirtschaft, Arbeit, Energie und Verkehr des Saarlandes beschäftigt. Seine Tätigkeitsschwerpunkte sind Denkmalschutz und Industriekultur, insbesondere das Erbe des Bergbaus im Saarland. Er gilt als „ausgewiesener Kenner saarländischer Bergbau- und Industriekultur“.
Neben seiner Tätigkeit in der Ministerialbürokratie war Slotta bis zu dessen Schließung Direktor des Instituts für Landeskunde im Saarland mit Sitz auf dem Areal der ehemaligen Grube Reden in Landsweiler-Reden.

## Schriftstellerisches Wirken
Slotta ist Autor bzw. Co-Autor zahlreicher Werke rund um die saarländische Industriegeschichte und -kultur. Zu seinen Werken zählen u. a.:
- mit Thomas Janssen: Fördertürme im Saarbergbau. SDV Saarländische Druckerei und Verlag, 1996, ISBN 3-930843-08-0.
- Der Saarländische Steinkohlebergbau: Bilder von Menschen, Gruben und bergmännischen Lebenswelten. Hrsg.: RAG AG, Krüger Druck + Verlag, Dillingen/Saar 2011, ISBN 978-3-00-035206-5.
- Der saarländische Steinkohlenbergbau Band 2: Dokumentation seiner historischen Bedeutung und seines kulturellen Erbe. Hrsg.: RAG AG, Krüger Druck + Verlag, Dillingen/Saar 2012, ISBN 978-3-9814952-1-8.
- mit Thomas Reinhardt: Gruben und Bergbaulandschaften im Saarland: Letzte Seilfahrt – Fotografien von Fördertürmen, Bergehalden und Absinkweihern. Krüger Druck + Verlag, Dillingen/Saar 2012, ISBN 978-3-9814952-2-5.
- mit Alexander Kierdorf: Der Förderturm Camphausen IV (Historische Wahrzeichen der Ingenieurbaukunst in Deutschland). Bundesingenieurkammer, 2016, ISBN 978-3-941867-20-8.
- mit Werner Richner: Saarland Industriekultur Industrienatur. Krüger Druck + Verlag, 2021, ISBN 978-3982273464.